# Ґалаґани (рід)

Герб роду Ґалаґан

Ґалаґа́н (мн. Ґалаґани́, дв. Ґалаґа́ни) — козацько-старшинський, згодом дворянський рід на Правобережній  та Лівобережній Україні 2-ї половини 17 – початку 20 ст., який бере свій початок від козака Івана Ґалаґана з містечка Омельника (тепер село) Кременчуцького району Полтавської області). Члени династії Ґалаґан — українські поміщики, великі землевласники на Лівобережній Україні в XVIII — на початку XX століття. Як типово для майже всього українського дворянства, рід Ґалаґанів лише з початком 18-го століття виник із рядів козацької старшини, з кінцем століття розбагатів, — і «нобілізувався».

## Сини родоначальника
Гнат Ґалаґан (рік народження невідомий — помер у 1748 році) — полковник Війська Запорозького (1706), полковник компанійський (1708; див. Компанійці), полковник Чигиринського полку (1709–14), Прилуцького полку (1714–39): 1708 року зрадив гетьмана Мазепу і перейшов на сторону Петра I; 14 травня 1709 року допоміг царським військам полковника П. Яковлєва зруйнувати Стару Січ. За це одержав від Петра І великі земельні володіння та чотири села на Правобережжі. Після Прутського трактату 1711 між Російською державою та Османською імперією втратив маєтності й чигиринське полковництво. Отримав від гетьмана Івана Скоропадського маєтності на Лівобережжі. Збільшував кількість своїх підданих за рахунок рядових козаків.
Семен Ґалаґан (роки народження і смерті невідомі) — миргородський полковий осавул (1723–30), миргородський наказний полковник. У 1736 році брав участь у спільному поході російської армії і козацьких полків у Крим.

## Видатніші члени роду

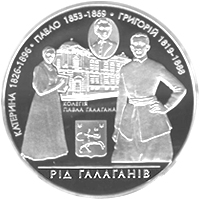
Монета НБУ присвячена роду Ґалаґанів

Григорій Гнатович Ґалаґан (1716-1777) прилуцький полковник у 1739-1763, учасник походів проти турків, 1741–42 — учасник коронації в Москві імператриці Єлизавети Петрівни. Член Генеральної військової канцелярії (1750). Від гетьмана К. І. Розумовського 1752 року одержав універсал на містечко Варву і низку сіл (Озеряни, Рудівку, Дігтярі, Сокиринці та інші). Сам був власником понад 4 тисяч посполитих.
Його син Іван Григорович — прилуцький полковник у 1763-1764 роках. Нащадки Івана Григоровича (Григорій Іванович, Петро Григорович, Павло Григорович, Григорій Павлович) обіймали різні урядові посади в Російській імперії. Останній із них, Григорій Павлович (1819-1888) був одним з керівників ліберального руху в Україні. У 1871 році заснував у Києві приватний навчальний заклад — Колегію Павла Ґалаґана.
З його смертю 1888 року припинився рід Ґалаґанів по чоловічій лінії. Усі маєтності перейшли до нащадка по жіночій лінії — дочки П. Г. Ґалаґана Марії Павлівни (у шлюбі Комаровської). Її дочка Катерина Павлівна Комаровська (онука П. Г. Ґалаґана) стала дружиною генерала-лейтенанта графа Костянтина Миколайовича Ламсдорфа. Йому царським указом від 1 вересня 1894 року дозволено іменуватися графом Ламсдорфом-Ґалаґаном з тим, щоб це прізвище в такому вигляді переходило до старшого в роді.